# I WANNA BE WITH YOU
『I WANNA BE WITH YOU』（アイ ワナ ビー ウィズ ユー）は、日本のロックバンド・L'Arc〜en〜Cielのベーシスト、tetsuyaがTETSUYA名義で発表した1作目のEP盤。2018年7月18日に発売。発売元はEMI Records。

## 解説
自身初となるEP作品で、前作「愛されんだぁ I Surrender」以来約1年ぶりの新譜のリリースとなる。
今回、EP盤をリリースすることにした経緯について、TETSUYAは「シングルを連続して出していってアルバムにいくよりも、なにか変化をつけたほうがいいんじゃないかという意見がレーベルのほうからあったので、それを尊重したんです。あと、なるべく値段を上げずに1曲でも多く楽曲を入れたいなというのはありました」と述べている。
本作には、"夏"をテーマにした楽曲が4曲収録されている。本作のコンセプトについて、TETSUYAは本作発売当時に「今回は、"夏"をテーマにした楽曲を集めようというのが最初にありました。夏といえば疾走感があってキラキラした曲が合うだろうと僕的には思ってたんで、そういう曲を中心に集めていったんですけど。そうしたら、結果、自然と僕の王道チューンを集めたものになった、という感じですね」と述べている。実際、表題曲の「I WANNA BE WITH YOU」の仮タイトルには、「SUMMER」というストレートな名前が付けられていた。なお、TETSUYA曰く、表題曲の「I WANNA BE WITH YOU」はアメリカのパンクバンドのギターリフをイメージして制作を始めたという。
なお、表題曲の「I WANNA BE WITH YOU」と2曲目の「READY FOR WARP」について、TETSUYAは「兄弟曲のような関係」と述べており、ミュージック・ビデオも同じ監督を起用し、あえて似た作りにしている。また、それぞれのMVは、同じようなシチュエーションの中で、小道具や転換が若干変わるようなパラレルワールドをテーマに撮影が行われている。TETSUYAは両映像について「今回登場人物はほぼ僕しか出てこないので、ひとりで何をやればいいのかって考えたとき、じゃあ自分の好きな映画の世界観をいっぱい入れちゃえというのが、僕のなかのテーマでした」と述べている。なお、この映像には映画『バック・トゥ・ザ・フューチャー』シリーズにタイムマシンとして登場した車「デロリアン」や、エドワード・ヴァン・ヘイレンモデルのギターなどが登場している。
本作は、初回限定盤A（CD+DVD+PHOTOBOOK）、初回限定盤B（CD+DVD）、通常盤（CD）の3形態で発売されている。初回限定盤Aには「READY FOR WARP」のミュージック・ビデオを収録したDVDが付属する他、全68ページのフォトブックが封入されている。また、初回限定盤Bには表題曲「I WANNA BE WITH YOU」のミュージック・ビデオを収録したDVDが付属。そして各初回盤及び通常盤（初回仕様）には、1stシングルの表題曲「wonderful world」をアコースティックバージョンとしてリアレンジした音源が収録されている。なお、本作発売に際し、リスナー参加型の企画として「TETSUYA PHOTOBOOK アスキーアートProject」が実施されている。これは応募者の名前によるアスキーアートでTETSUYAの顔を描くもので、完成したアスキーアートは初回限定盤Aに封入のフォトブックに掲載されている。

## 収録曲
| #  | タイトル                                                           | 作詞    | 作曲    | 編曲            | 時間 |
| -- | ------------------------------------------------------------------ | ------- | ------- | --------------- | ---- |
| 1. | 「I WANNA BE WITH YOU」                                            | TETSUYA | TETSUYA | 陶山隼・TETSUYA | 3:46 |
| 2. | 「READY FOR WARP」                                                 | TETSUYA | TETSUYA | 陶山隼・TETSUYA | 4:31 |
| 3. | 「FATE」                                                           | TETSUYA | TETSUYA | 陶山隼・TETSUYA | 3:53 |
| 4. | 「Eureka」                                                         | TETSUYA | TETSUYA | 陶山隼・TETSUYA | 3:41 |
| 5. | 「wonderful world (Acoustic Version)」(BonusTrack（初回仕様のみ）) | TETSUYA | TETSUYA | 重実徹          | 4:39 |

## 初回限定盤付属DVD

### 初回限定盤A付属DVD
1. 「READY FOR WARP」Music Clip
ディレクター：野田智雄
2. 「READY FOR WARP」Making

### 初回限定盤B付属DVD
1. 「I WANNA BE WITH YOU」Music Clip
ディレクター：野田智雄
2. 「I WANNA BE WITH YOU」Making

## 参加ミュージシャン
| - I WANNA BE WITH YOU - TETSUYA：Vocals & Bass - 山本陽介：Guitars - 村石雅行：Drums - 陶山隼：Synthesizer Programming - READY FOR WARP - TETSUYA：Vocals & Bass - 菰口雄矢：Guitars - 石井悠也：Drums - 陶山隼：Synthesizer Programming | - FATE - TETSUYA：Vocals & Bass - 黒田晃年：Guitars - 陶山隼：Synthesizer Programming - Eureka - TETSUYA：Vocals & Bass - 渡辺格：Guitars - 石井悠也：Drums - 陶山隼：Piano & Synthesizer Programming |

## 収録アルバム
- 『STEALTH』 (#1、#2、#3,アルバムバージョン、#4)

## タイアップ
I WANNA BE WITH YOU
- TBS系アニメサタデー630『新幹線変形ロボ シンカリオン（第1期）』第2期（第26話 - 第38話）エンディングテーマ